# (38763) 2000 RW5
2000 RW5 (asteroide 38763) é um asteroide da cintura principal. Possui uma excentricidade de 0.18841400 e uma inclinação de 1.15554º.
Este asteroide foi descoberto no dia 1 de setembro de 2000 por LINEAR em Socorro.